# Chase H.Q. 2
Chase HQ 2 (チェイスH.Q. 2) es un juego de carreras exclusivo para arcade lanzado en 2007 por Taito y desarrollado por Gamewax en su estudio de Londres. Es la secuela de Chase H.Q.. El juego sigue la fórmula del original, pero utiliza gráficos en 3D.
El personaje, Nancy en los segmentos FMV del juego, fue interpretada por la modelo y actriz inglesa, Jakki Degg.
No debe confundirse con Chase HQ II, un port del primer juego para Mega Drive.

## Jugabilidad
El jugador toma el control de tres vehículos. Uno de los cuales es un auto deportivo de serie moderno, un auto deportivo de patrulla y un muscle car rayado. Cada nivel consiste en un simple objetivo de correr hasta el final con la intención de destrozar el vehículo del villano, que debe estar lo suficientemente dañado para ser derribado y así detener al o los criminales. Algunos villanos tienen tácticas complicadas que hacen que el juego sea más desafiante. El juego también se basa en un sistema de puntos.
A diferencia de los juegos anteriores de Chase HQ (incluidos Special Criminal Investigation y Super Chase: Criminal Termination), el juego utiliza automóviles ficticios inspirados en automóviles de la vida real.